# Internacional Comunista das Mulheres

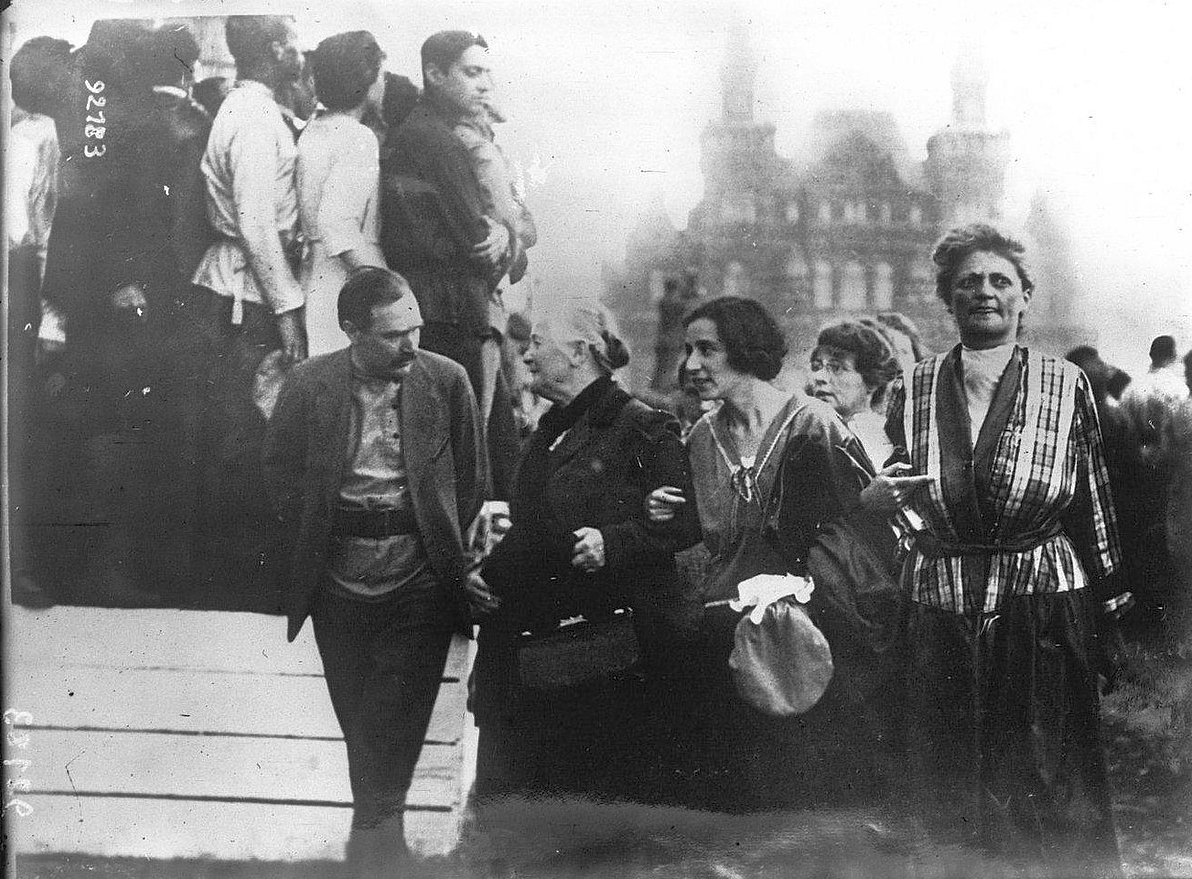
Clara Zetkin (centro da fotografia) foi a primeira à frente da Internacional Socialista das Mulheres, depois da Internacional Comunista das Mulheres Em Moscou no Congresso do Comintern em 1921. À direita da fotografia, a suíça Rosa Bloch, também membro do Secretariado Internacional da Mulher.

A Internacional Comunista das Mulheres foi lançada como um desdobramento autônomo da Internacional Comunista em abril de 1920 com o propósito de promover as idéias comunistas entre as mulheres. A Internacional das Mulheres Comunistas pretendia desempenhar o mesmo papel para o movimento internacional das mulheres que a Camponesas Vermelhas Internacional desempenhou para os agricultores pobres e a Internacional Vermelha dos Sindicatos Trabalhistas para o movimento internacional dos trabalhadores.
As operações da Internacional das Mulheres Comunistas eram dirigidas por um órgão conhecido como Secretariado Internacional das Mulheres Comunistas. Este órgão foi renomeado para Seção Feminina do Comitê Executivo e tornou-se um departamento subordinado do Comitê Executivo da Internacional Comunista (ECCI) e sua revista foi encerrada em maio de 1925.

## História organizacional

### Estabelecimento
A francesa Inessa Armand foi uma figura importante nas Conferências Internacionais de Mulheres de 1915 e 1920 da Segunda e Terceira Internacionais, respectivamente. (Foto de 1916)
A Segunda Internacional, que antecedeu a Internacional Comunista em quase três décadas, foi fundada sobre os princípios da igualdade política e social entre homens e mulheres.

### Desenvolvimento
No início de 1922, a sede da Internacional das Mulheres Comunistas foi transferida de Moscou para Berlim.

### Órgão oficial
A Internacional Comunista das Mulheres publicou uma revista bimestral chamada Die Kommunistische Fraueninternationale (A Internacional Comunista das Mulheres). Ao todo, foram publicadas cerca de 1300 páginas de conteúdo nas páginas desta revista.

### Reorganização
Em 15 de maio de 1925, o Comitê Executivo da Internacional Comunista decidiu reorganizar o movimento das mulheres comunistas.

### Dissolução
Enquanto na URSS um movimento de mulheres comunistas numericamente poderoso emergia sob o Departamento de Mulheres do Partido Comunista Russo (Zhenotdel), a organização de mulheres trabalhadoras em outros partidos ao redor do mundo era freqüentemente desprezada em relação a outras atividades dos partidos comunistas afiliados ao Comintern.  Boris Vassiliev anunciou que a Seção de Mulheres provou ser incapaz de localizar e treinar mulheres líderes e ativistas grevistas ou desenvolver mulheres para resistência física à violência policial ou fura-greves e, portanto, deve ser dissolvida imediatamente sem discussão adicional.

## Convenções Internacionais de Mulheres Comunistas
| Convenção                                                                  | Localização | Data                              | Comentários |
| -------------------------------------------------------------------------- | ----------- | --------------------------------- | --- |
| 1ª Conferência Internacional de Mulheres Comunistas                        | Moscou      | 30 de julho a 2 de agosto de 1920 | |
| 2ª Conferência Internacional de Mulheres Comunistas                        | Moscou      | Junho de 1921                     | Attended by 82 delegates from 28 countries. Resolutions in Die Kommunistische Fraueninternationale, vol. 1, no. 5/6 (1921), pp. 203–212.                                           |
| Conferência de Mulheres Correspondentes Internacionais                     | Berlim      | Janeiro de 1922                   | Delegadas de 9 países e representantes da Secretaria Internacional da Mulher. Contada em Die Kommunistische Fraueninternationale, vol. 2, no. 3/4 (Março-Abril 1922), pp. 477–487. |
| 3ª Conferência Internacional de Mulheres Comunistas                        | Moscou      | 1924                              | |
| 4ª Conferência Internacional para o Trabalho Comunista entre Mulheres      | Moscou      | 29 de maio a 10 de junho de 1926  | Total de 18 votantes e 47 delegados consultivos. |
| Conferência de mulheres que participam das festividades do 10º aniversário | Moscou      | Novembro de 1927                  | Caracterizada pelo historiador Jean-Jacques Marie como uma "conferência puramente ornamental" de turistas. (Marie, "The Women's Section of the Comintern, pg. 281.)                |
| Conferência dos Chefes das Seções Femininas do Partido Comunista           | Moscou      | Agosto de 1930                    | Conferência final organizada pela Secretaria da Mulher. |